# Pet Shop of Horrors
Pet Shop of Horrors (ペットショップ・オブ・ホラーズ lit. La tienda de mascotas del horror?) es un manga josei del género horror creado por Matsuri Akino. La historia se centra en el excéntrico Conde D, propietario de una misteriosa tienda de animales situada en el corazón de Chinatown y los numerosos animales sobrenaturales que vende en su tienda. Ha sido adaptado a una miniserie de anime de 4 episodios por el estudio Madhouse y estrenada en 1999. El manga viene siendo publicado desde 1995 hasta la actualidad, llevando un total de cuatro series.

## Argumento
El Conde D es el misterioso responsable de una tienda de animales exóticos en el Chinatown de Los Ángeles. Los animales que el Conde vende (regala, presta o simplemente cambia por caramelos), vienen con un contrato con tres cláusulas importantes. Estas cláusulas cambian dependiendo del animal vendido y romper este contrato induce (o provoca intencionalmente) consecuencias calamitosas para el comprador (consecuencias siempre relacionadas con los conflictos y problemas de su vida), ante los que la tienda no acepta ninguna responsabilidad.
Los capítulos individuales de Pet Shop of Horrors se basan a menudo en estas consecuencias y son presentados como historias independientes, introduciendo generalmente unos o más personajes en cada capítulo. A excepción de los personajes principales (Leon, Jill y el Conde), es raro que un personaje aparezca en el anime por más de un capítulo, dando a la serie una naturaleza muy episódica, a diferencia del manga donde las historias individuales se encadenan en macrohistorias de fondo.
En la miniserie, el detective Leon Orcot es el nexo que ata los capítulos juntos en un diagrama en curso, generalmente en la forma de un argumento secundario dentro de cada capítulo. Él sospecha inicialmente que Conde D es un criminal que usa la tienda de animales como fachada para el tráfico de droga; pero mientras progresa la serie, aprende más sobre la tienda de animales y el Conde D mismo, comenzando entre ambos una extraña amistad mientras intenta destapar la verdad.

## Personajes

### Conde D
Seiyū: Toshihiko Seki
- Sexo: Masculino (apariencia andrógina).
- Nacionalidad: China
- Edad: 18 años en apariencia.
- Raza: Humano (Réplica)
- Ocupación: Encargado de la Tienda de Mascotas

Aunque él niega el nombre de Conde D diciendo que este título pertenece solamente a su abuelo, el verdadero dueño de la tienda, la mayoría de las personas le llama por este apelativo, acortado a menudo como "El Conde", "Conde", o simplemente "D". Según parece, simplemente parece carecer de nombre real.
Se encarga de la tienda de animales en Chinatown mientras se cree que el verdadero dueño de la tienda está en el extranjero. Asegura que su lema es vender "amor, sueños y esperanza" bajo un contrato de tres condiciones. Cuando desea vender un animal extraño quema un incienso especial que embota los sentidos de la gente, lo que permite a los clientes ver a las criaturas con su forma humana, una vez vistas así e ignorando que son animales, este aspecto se vuelve permanente para el dueño (como Leon pudo comprobar sucede el mismo efecto al estar ebrio).
Tiene gran amor por los animales a diferencia de los seres humanos, a quienes en más de una ocasión no ha dudado en atacar o hacer sufrir como exige el pacto que su gente hiciera hace siglos atrás; sin embargo, si la persona lo merece ganará su favor o protección, en el manga es posible observar que periódicamente sacrifica criminales y adictos para alimentar a los carnívoros de su tienda. 
En el anime se le puede ver como un hombre serio y generalmente en calma, con escasos arranques emotivos; pero el manga lo muestra como alguien más alegre que en muchas ocasiones incluso reacciona de forma graciosa (frente a Leon a veces muestra celos de las mujeres y actúa casi como su pareja); sin embargo, lleva oculto un gran dolor respecto a su identidad y la de su familia. A diferencia de su padre, siente algo de aprecio por la humanidad y muchas veces se molesta por los actos de los anteriores Condes e intenta remediar los cabos sueltos que ellos dejasen, por ello si alguien lo merece o algún animal lo desea, estará dispuesto prestar ayuda a los humanos.
Tiene grandes habilidades físicas y amplios conocimientos de artes marciales, además su metabolismo puede cicatrizar heridas graves en solo unas horas, sin embargo sufre de una enfermedad que a veces le provocas hemorragias orales y debilidad; según parece su preferencia por el azúcar atenúa los síntomas. Sufre heterocromía por lo que su ojo derecho es amarillo y generalmente lo cubre con su cabello, con este puede ver espectros luminosos que el ojo humano no percibe, además este órgano posee cualidades hipnóticas. Su sangre es un conocido veneno entre los vampiros, ya que probablemente al ser descendiente de los santos ermitaños del Monte Kun Lun es sagrada, de la misma forma, la tierra que sea regada con ella se volverá fértil e instantáneamente crecerán plantas allí.
Goza el beber té y tiene un gusto casi obsesivo por la confitería, por lo que Leon lo soborna a menudo con los dulces y los pasteles a cambio de información. Es pésimo levantándose temprano a diferencia de León, por lo que rara vez consigue los dulces más caros y cotizados, dándole esto una ventaja al detective.
Comparte una semejanza física llamativa con su padre y su abuelo, quien es el verdadero Conde D. Esto es porque son copias o, más correctamente, duplicados del abuelo, sin embargo al haber nacido en diferentes países y épocas, sus vidas, y personalidades, son diferentes.

### Leon Orcot
Seiyū: Masaya Onosaka
- Sexo: Masculino
- Nacionalidad: Estadounidense
- Edad: 22 al comienzo de la historia, 24 al final.
- Raza: Humano
- Ocupación: Detective de la Policía

Leon Orcot es un joven detective que pretende conectar la tienda de animales con muertes misteriosas en la ciudad, ya que la única conexión entre ellos es ser clientes del Conde. Convencido de que el Conde D es narcotraficante, contrabandista y tratante de blancas, comienza a investigarlo. Algunas veces ve a D como enemigo y otras como amigo, contradictoriamente no duda en dejar a Christopher a su cuidado y pasa más tiempo en la tienda que en su propio apartamento. 
Desprecia lo sobrenatural y rechaza ver la forma real de los animales a pesar de poseer las facultades para ello y se niega a creer en las explicaciones que da D para los acontecimientos de los casos (a diferencia de otros visitantes de la tienda, no necesita oler el incienso que embota los sentidos, pero su actitud de negación se lo impide), aunque va cambiando esta actitud a medida que progresa la serie, fingiendo que Chris, su hermano, habla y no que es capaz de leer su mente o que nunca es capaz de ver la forma real de los animales (en una ocasión vio a Pon-chan por voluntad propia, de la misma forma al llegar una vez ebrio pudo ver con claridad el aspecto de todos)
Es un mujeriego sin remedio, lo que causa choques con el Conde, quien incluso llega a mostrarse celoso. Sobre el curso de la serie, a Leon le son dadas dos criaturas domésticas por D que lo ayudan en épocas duras en su vida, a diferencia de los animales vendidos a los clientes que solo buscan darle a sus dueños una lección. La primera fue una planta floreciente que Leon cuidó con esmero y que le salvó la vida en una ocasión; la segunda fue una mariposa que le cumpliría un deseo, esta le fue dada después que Leon viera morir a un amigo convertido en criminal, sin embargo, ya que el deseo de Leon era morir en lugar de su amigo, el Conde prefirió matar la mascota antes que perder al detective. 
Es el custodio legal de su hermano menor con quien tiene una relación bastante lejana, no solamente por haber vivido siempre simulando ser su primo, sino también porque sabe que su vida como policía es peligrosa y le mantiene las manos manchadas de sangre, mundo en que no desea mezclar a Chris. Sin embargo, con la ayuda del Conde comienzan a acercarse más.

### Christopher Orcot
- Sexo: Masculino
- Nacionalidad: Estadounidense
- Edad: 12
- Raza: Humano
- Ocupación: Estudiante de Primaria
- Personaje exclusivo del manga

Hermano menor de Leon, llega a vivir junto a él varios meses después de iniciada la historia. Su madre era ya una mujer madura al quedar embarazada, por lo que falleció en el parto, ante esto Leon se alejó de él a pesar del cariño que siente. Fue criado por sus tíos, creyendo que eran sus padres reales, pero en una discusión con una de sus "hermanas" esta le reveló la verdad, culpándolo de la muerte de su madre, lo que le provocó un trauma que lo dejó mudo. Tras esto su hermano se lo llevó para internarlo en un sanatorio donde lo tratarían, sin embargo gracias al Conde pudo entender el gran aprecio que existía entre ambos y terminó siendo su custodio, aunque por su horario y su negativa a involucrarlo en su peligroso modo de vida, finalmente Chris terminó viviendo en la tienda.
En un comienzo era un muchacho solitario y resentido, pero al convivir con los animales de la tienda se vuelve nuevamente un niño alegre, sin embargo desconoce que las personas que viven allí no son seres humanos (su inocencia natural lo hace incapaz de verlos en sus formas animales) y en un comienzo le llama la atención que todos ellos, incluido su hermano, pueden oírlo sin necesidad que hable.
Sus mejores amigos son Tet-chan, Pon-chan y Hon-Ron. Curiosamente, puede pasear libremente por el interior de la tienda mientras cualquier otra persona sólo puede ver la habitación de un animal específico o una bodega destartalada.

### Tet-chan
- Sexo: Masculino
- Nacionalidad: China (Renacido en USA)
- Edad: Desconocida
- Ocupación: Chef, Asesino serial, Protector del Conde
- Raza: Totetsu
- Personaje exclusivo del manga

Aparece por primera vez como un cocinero chino llamado Señor Wong, quien cocinaba postres para el Conde e intentaba seducirlo, sin embargo León descubriría que era un asesino en serie que practicaba una versión muy refinada del canibalismo, por lo que al intentar asesinar al Conde fue detenido y encarcelado. 
Su verdadera identidad se mostraría finalmente como la de un Totetsu, animal parte carnero, tigre y humano que come carne humana (solo hombres). Rescatándolo de la cárcel, el Conde simula que ha muerto y lo hace renacer bajo la promesa que a su lado podrá comer sin peligro de ser atrapado, a partir de ese momento es un miembro más de la tienda. Su nuevo aspecto es el de un joven pelirrojo, cuernos de carnero y ropa del medio oriente, siempre de mal humor, comúnmente permanece al lado del Conde y cuando León llega a la tienda es normal que lo muerda.
Tras la llegada de Christopher se convierte en uno de sus amigos más cercanos, enseñándole a ser más fuerte y siempre acompañándolo junto a Pon-chan, por quien parece tener algún aprecio ya que, si bien no dice nada al respecto, es posible ver que le molesta el cariño que esta demuestra a Chris.
Aunque originalmente intentara asesinar al Conde, con el tiempo llega a ser uno de los animales más leales de la tienda, cuando un orangután enviado por el padre del Conde intentó asesinar a D, él y otros animales lo asesinan contra los deseos del Conde, ya que según explica, proteger la vida del Conde es su deber y privilegio.

### Pon-chan
- Sexo: Femenino
- Nacionalidad: Norteamericana
- Edad: Desconocida
- Raza: Mapache
- Personaje exclusivo del manga

Una pequeña y joven mapache de la tienda, muy cercana al Conde, a quien generalmente León solía gastarle bromas.
Tras la llegada de Chris, es posible observar que su aspecto es el de una pequeña niña de largos vestidos y cabello rubio ondulado. Siente gran cariño por Chris y junto a Tet-chan es su amiga más cercana, por lo general demuestra gran amor por Chris y se siente muy celosa de Hon-Ron, por quien Chris siente aprecio.

### Hon-Ron
- Sexo: Femenino
- Nacionalidad: China, nacida en USA
- Edad: 2 años al final de la serie (62 años incluida la incubación).
- Raza: Dragón
- Personaje exclusivo del manga

Nace la primera Navidad que Leon y D pasan juntos, cuando este por error vende un huevo de dragón a un cliente que deseaba regalar un huevo de tortuga a sus nietos. Como el aspecto y carácter de los dragones son influenciados por la mente y espíritu de quien cuide o empolle el huevo, era un peligro potencial que estuviera en manos de una persona de quien no se tenía certeza que poseyera una conciencia limpia y alma honesta, por lo que ambos debieron robar el huevo, sin embargo antes de llegar a la tienda este comenzó a eclosionar, por lo que León debió arrojarlo al mar para seguridad de las personas, desde donde nació y se elevó al cielo. Curiosamente esto sucedía al mismo tiempo en que Christopher se enteraba de la verdad y sufría su trauma.
Tras su llegada, Chris descubre que el dragón fue encontrado por el Conde y llevado a la tienda. Su aspecto es el de una pequeña niña china con tres personalidades, si bien son incontrolables y cuando discuten tiembla el barrio chino entero, para Chris es fácil calmarlas y conversar con ellas.
Su cuerpo real es una enorme mezcla entre un Wyvern alado y un dragón asiático, mientras que posee una cabeza por cada personalidad. Tal peculiaridad es por causa que al momento de nacer estuvo tanto en manos del cliente como del Conde y León, por lo que adquirió una personalidad por cada portador y su cuerpo se vio afectado ya que mientras el Conde pensaba en ella como en un dragón asiático, León solo conocía la forma dada por el folklore occidental.
Sus tres personalidades son Kanan, nacida del contacto con León, es la más violenta y vulgar ya que posee la personalidad del policía. Shuko nacida por la influencia del Conde D, posee su personalidad y en general se desentiende de sus hermanas a menos que discuta con Kanan. Finalmente Junrei, una pequeña niña tímida y de fácil llanto que nació de los nietos del cliente y siente gran aprecio por Chris y en general es víctima de Kanan.
Originalmente el Conde enseñó a Chris el conjuro para convertir a Hon-Ron en su sirviente, pero este se negó a llevarlo a cabo, ya que solo le interesaba su amistad. Matsuri Akino ha reconocido que el aspecto de Hon-ron lo creó inspirada en el Kaiju King Gidorah, uno de los grandes enemigos de Godzilla.

### Jill
Seiyū: Satsuki Yukino
- Sexo: Femenino.
- Nacionalidad: Norteamericana
- Edad: 26 años.
- Raza: Humana
- Ocupación: Detective de policía.

Detective de la policía y amiga de Leon. De 1.68 m de estatura y 53 kg. No conoce al Conde de forma tan cercana como Leon y Chris, pero lo aprecia y confía en él más de lo que su colega es capaz de demostrar. En más de una ocasión ha bromeado respecto a la relación entre el detective y el Conde, sin embargo, apoya la amistad entre ambos y lo que, según ella, pudiese llegar a surgir de esta.
La diferencia de Leon su preferencia por la lógica y el razonamiento deductivo por encima de la intuición y los instintos como lo hace su amigo.

### Conde D (Padre)
- Sexo: Masculino.
- Nacionalidad: China
- Edad: Indeterminada (Nacido el siglo XX).
- Raza: Humano (Réplica)
- Ocupación: Exvendedor de Animales, Científico.
- Personaje exclusivo del manga.

Primera réplica del Conde original y doble exacto de su hijo, solo los diferencia la larga cabellera que éste usa y su poco aprecio por la vida humana. 
No es mucho lo que se sabe respecto a este personaje. Hace algunas décadas atrás, luciendo la misma apariencia que en la actualidad, estudió en una universidad de Norteamérica donde revolucionó el campo de la genética. Crio a su hijo en sus primeros años de vida, mostrando un desprecio al dolor y la vida ajena que hizo que su hijo lo rechazara con el tiempo y quedara al cuidado de su abuelo. Mientras que su hijo es capaz de apreciar el valor en los humanos o amar a los animales, este Conde no presenta ninguna de estas cualidades, convencido de que los humanos son lo peor y los animales meras herramientas a ser usadas para el fin deseado, se ha puesto como objetivos la muerte de la raza humana, mostrar a su hijo la maldad humana como una verdad indiscutible y convencerlo de odiar a la gente.
El modo sencillo de vida que caracteriza al Conde y a su abuelo no va con su padre, quien se rodea de riquezas, prefiriendo residencias caras y lujosas a la vez que se interesa por la ciencia y tecnología de punta junto a los métodos que ofrece para dañar a la humanidad.

### Q-Chan / Conde D (Abuelo)
Seiyū: Miho Yamada
- Sexo: Masculino.
- Nacionalidad: China
- Edad: Indeterminada (siglos).
- Raza: Originalmente Humano/Conejo Cornudo
- Ocupación: Dueño de la Tienda de Mascotas

Es la criatura que siempre acompaña al Conde, este dice que es una variedad de roedor llamada conejo cornudo, de pelaje amarillo, pequeños cuernos, orejas largas, bípedo, alas y patas traseras membranosas. Generalmente está sobre el hombro o volando a su alrededor. Según Chris, es la criatura más adorable de la tienda (y el único animal según él sabe). Su verdadera identidad no es descubierta hasta el encuentro entre el Conde y su padre, quien les revela que en realidad Q-chan es un disfraz adoptado por el abuelo del Conde para vigilarlo.
Originalmente el abuelo del Conde nació en la era antigua de China, en el Monte Kun Lun, en una tribu de iluminados conectados con la consciencia de la Tierra y por ello, escogidos como consejeros del emperador. Sin embargo, cuando una de sus mujeres rehusó casarse con el príncipe, este ordenó la muerte de toda la aldea. Como único superviviente, el Conde escapó a las montañas, donde fue contactado por los espíritus de la naturaleza, quienes habían sufrido bajo la mano del hombre, haciendo con ellos un pacto mediante el cual se comprometió a castigar a los humanos con la ayuda de la naturaleza. A partir de este momento se dedicó a recorrer el mundo en compañía de las criaturas desmoronando reinos y castigando gente, usando sus deseos y problemas como herramienta para ello.
El título de Conde lo obtuvo al regalar a María Antonieta un ave fénix, sin embargo, este regalo fue en realidad lo que posteriormente desencadenaría la revolución francesa. A partir de ese momento, él y sus descendientes asumieron tal apelativo. Posee la misma apariencia que su hijo y nieto, como se observa en fotos y recuerdos de quienes lo conocieron, sin embargo, en la actualidad si no está transformado en Q-chan, lleva un manto con capucha que cubre su rostro.

## Medios de comunicación

### Manga
Tokyopop lo ha licenciado para la versión inglés en América del Norte y publicó la serie el 17 de junio de 2003 al 11 de enero de 2005. La serie también se distribuye en Nueva Zelanda y Australia por Madman Entertainment. La serie también está disponible en Alemania por Tokyopop Alemania y en Rusia por Comics Factory. En Argentina, la primera serie fue editada por Camelot Mikoshi, llegando hasta el tomo 5; posteriormente Deux Studio reeditó el manga hasta el mismo tomo, quedando inconclusa en dicho país.
La secuela, Pet Shop Horrors: Tokyo está disponible en inglés por Tokyopop, que ha publicado los ocho volúmenes en febrero del 2011.

#### Lista de volúmenes
| N.º | Título       | Fecha de lanzamiento | ISBN original          |
| --- | ------------ | -------------------- | ---------------------- |
| 1   | «Volumen 1»  | febrero de 1995      | ISBN 978-4-391-91521-1 |
| 2   | «Volumen 2»  | septiembre de 1995   | ISBN 978-4-391-91549-5 |
| 3   | «Volumen 3»  | enero de 1996        | ISBN 978-4-391-91575-4 |
| 4   | «Volumen 4»  | junio de 1996        | ISBN 978-4-391-91601-0 |
| 5   | «Volumen 5»  | enero de 1997        | ISBN 978-4-391-91623-2 |
| 6   | «Volumen 6»  | mayo de 1997         | ISBN 978-4-87287-171-5 |
| 7   | «Volumen 7»  | agosto de 1997       | ISBN 978-4-87287-182-1 |
| 8   | «Volumen 8»  | diciembre de 1997    | ISBN 978-4-87287-199-9 |
| 9   | «Volumen 9»  | abril de 1998        | ISBN 978-4-87287-225-5 |
| 10  | «Volumen 10» | agosto de 1998       | ISBN 978-4-87287-251-4 |

### Anime
Madhouse produjo una adaptación a anime en 4 episodios de diversos capítulos del manga, que comenzó en marzo del año 1999. En un movimiento inusual para una serie de OVAs, el anime fue primero ventilado como miniserie en el canal de televisión TBS (como parte de su - ahora difunto - bloque de programación Wonderful) antes de ser vendida en VHS y LaserDisc. Urban Vision distribuyó el anime de Pet Shop of Horrors en Norteamérica, inicialmente a través de dos cintas VHS (cada uno disponible en formato subtitulado o doblado) en febrero y mayo del año 2000 respectivamente. Posteriormente, fue relanzada en un solo DVD-Video (conteniendo los cuatro episodios y ambas opciones de la lengua) en febrero de 2001. Para América Latina, España y Portugal, se estrenó por el extinto canal Locomotion el 9 de octubre de 2002 y fue emitida en idioma original con subtítulos. Sentai Filmworks había adquirido la licencia en octubre de 2008, con la distribución de ADV Films. Sin embargo, en 2009, A.D. Vision anunció que había cerrado ADV Films y los derechos de distribución fueron trasladados a Section23 Films, que sigue para distribuir títulos de Sentai Filmworks. En Reino Unido tuvo su lanzamiento en DVD a través de MVM el 2 de agosto de 2010.

#### Lista de episodios
En la versión original, los títulos de las historias están en inglés, de forma que todos comienzan con "D". En el manga los títulos siguen el mismo precepto, de la misma forma, cuando el título es en japonés, usa el equivalente fonético.
| # | Título                    | Estreno |
| --- | ------------------------- | ------- |
| 1 | «Hija» «Daughter»         | N/A     |
| Una pareja millonaria ha perdido a su única hija, Alicia. Afortunadamente, el Conde D puede adquirir una especie muy rara de conejo que es copia exacta a la adolescente. La emocionada pareja compra inmediatamente el conejo comprometiéndose por contrato a no mostrarla al público, alimentarla solo con vegetales y por sobre todo jamás alimentarla con nada que contenga azúcar. Pero el amor que le tienen a Alicia los convence que no se trata de un roedor, sino de su hija resucitada, lo que les hace romper la tercera regla del contrato, desencadenando una invasión de conejos carnívoros y poniendo en evidencia la verdad sobre su responsabilidad en la muerte de la genuina Alicia. |                           |         |
| 2 | «Delicioso» «Delicious»   | N/A     |
| La popular cantante Evangeline Blue y su mánager Jason Gray estaban a instantes de casarse a bordo de un yate de lujo cuando Evangeline cae "accidentalmente" al mar, sin poder encontrar su cuerpo posteriormente. Unos días después el afligido Jason se presenta en la tienda del Conde D para retirar un animal que Eva supuestamente había pedido. Para su sorpresa, el animal resulta ser una sirena que es exactamente igual a Eva. Paralelamente Leon desconfía, creyendo que la muerte de la diva es un asesinato en el que Jason está implicado, intentando esclarecer los hechos visita al Conde quien lo encamina hacia la verdad tras la muerte de la diva. |                           |         |
| 3 | «Desesperación» «Despair» |         |
| Robin Hendrix es un actor de habilidad mediocre que tras el éxito fenomenal de su película debut no pudo conseguir ningún otro trabajo, siendo estereotipado por este papel que lo hizo famoso hace más de una década. Robin ama tener reptiles como mascotas, gusto que termina costándole su matrimonio. Al visitar al Conde (proveedor y buen amigo), este le ofrece un basilisco albino de la misma raza que la mitológica Medusa, con el torso de una bella mujer y la mitad inferior la cola de una serpiente. Las condiciones: Alimentarla con frutas, mantenerla oculta y jamás quitar la venda sobre los ojos de Medusa. Habiendo encontrado nuevamente el amor en ella, Robin intenta retomar su carrera para mantenerla, sin embargo la realidad es diferente a sus expectativas. |                           |         |
| 4 | «Doble» «Dual»            | N/A     |
| Roger Stanford es un político joven, apuesto y carismático que proviene de una línea de políticos exitosos, pero es considerado la oveja negra de la familia debido a su actitud irresponsable y su personalidad libertina y viciosa. Su fiel y bienintencionado ayudante, Kelly Vincent, se esfuerza en colocar la carrera política de Roger por buen camino ya que lo ve como la herramienta idónea para crear la nación ideal, por lo que no le importa hacer todo el trabajo mientras Roger se divierte. La determinación de Kelly es tal que no duda en acosar al Conde D tras enterarse de que la presidencia del abuelo de Roger se debe a que este adquirió un Kirin (bestia mítica que señala al elegido para ser un monarca) en la tienda del Conde hace cincuenta años. El Conde originalmente se niega, pero al conocer a la esposa de Roger (amor secreto de Kelly) los animales de la tienda la profetizan como una futura primera dama por lo que entrega el Kirin a Roger y Vincent. Sin embargo, estos desconocen que la sola adquisición de la criatura es irrelevante, ya que es la criatura quien decide si designa al nuevo monarca. |                           |         |

## Música
Opening
- LEGOLGEL - "Jikuu Ryokou"

Ending
- LEGOLGEL - "Melody"